# Goodbye, My Fancy
Goodbye, My Fancy is een Amerikaanse filmkomedie uit 1951 onder regie van Vincent Sherman. Het scenario is gebaseerd op het gelijknamige toneelstuk uit 1948 van de Amerikaanse auteur Fay Kanin.

## Verhaal
Het parlementslid Agatha Reed wordt een post aangeboden aan haar vroegere universiteit. Ze denkt terug aan haar vroegere relatie met dr. James Merrill, die er intussen rector is geworden. Agatha keert terug in de hoop om die relatie nieuw leven in te blazen. De journalist Matt Cole volgt haar op de voet, omdat hij een artikel over Agatha wil schrijven en omdat hij naar haar hand dingt.

## Rolverdeling
| Acteur          | Personage            |
| --------------- | -------------------- |
| Joan Crawford   | Agatha Reed          |
| Robert Young    | James Merrill        |
| Frank Lovejoy   | Matt Cole            |
| Eve Arden       | Juffrouw Woods       |
| Janice Rule     | Virginia Merrill     |
| Lurene Tuttle   | Ellen Griswold       |
| Howard St. John | Claude Griswold      |
| Viola Roache    | Juffrouw Shackelford |
| Ellen Corby     | Juffrouw Birdshaw    |
| Morgan Farley   | Dokter Pitt          |
| Virginia Gibson | Mary Nell Dodge      |
| John Qualen     | Professor Dingley    |